# Cámara de Representantes (Libia)
La Cámara de Representantes (Majlis al-Nuwaab, literalmente Consejo de Diputados) es un órgano legislativo de Libia, formado por 200 diputados que se eligieron mediante sufragio en junio de 2014. Fue inaugurado el 4 de agosto de 2014 en sustitución al Congreso General Nacional. Tiene su sede en Tobruk, al este del país. De ella depende el gobierno de Tobruk, no reconocido internacionalmente (la ONU solo reconoce al Gobierno de Acuerdo Nacional con sede en Trípoli).
Su control sobre Libia es limitado, pues una remanente de los diputados del Congreso, que son en su mayoría de ideología islamista, se negó a ceder sus cargos y se autoproclamó como la asamblea legítima. Apoyado en la rama del Ejército Libio comandada por Jalifa Haftar, ha intentado hacer efectivo su control del país, logrando gobernar sobre varias ciudades, entre ellas Tobruk, donde actualmente reside su sede. De forma paralela, los parlamentarios del Congreso General se han apoyado en las armas y con la ayuda de milicianos islamistas controlan la fracción oeste de Libia, incluida Trípoli. Este enfrentamiento político ha supuesto el culmen de la violencia en Libia surgida como una de las consecuencias de la guerra de Libia de 2011, dando lugar a una nueva guerra civil.

## Composición
La mayoría de los diputados de la Cámara, que fueron elegidos de forma individual (en vez de a través del sistema de partidos), han sido vagamente descritos como liberales. Su representatividad puede considerarse como reducida, pues la participación popular en los comicios apenas fue del 18%.
Igualmente las dimisiones y la corrupción, así como el hecho de que parte de los puestos de gobierno han sido deliberadamente asignados a miembros de las tribus de Tobruk y el Este de Libia (ciudad donde la Cámara radica) han mermado su legitimidad.
La Cámara está presidida por Aguilah Issa y designó un Gobierno (poder ejecutivo), con sede en la localidad de Al Baida, con Abdullah al-Thani a la cabeza como primer ministro. El 6 de noviembre de 2014, la Corte Suprema de Libia declaró a la Cámara de Representantes inconstitucional, sin dar ninguna argumentación en torno a la decisión. Para los parlamentarios de Tobruk la medida había sido tomado por los jueces bajo presión, al estar dicho órgano reunido en Trípoli, bajo control islamista, y así pues expresaron su intención de seguir ejerciendo la soberanía. En cualquier caso, el dictamen de la Corte Suprema no supuso ningún cambio en la dinámica del conflicto, si bien dejó a Libia sin ningún gobierno plenamente de iure.

## Historia
En 2016, un plan de paz de Naciones Unidas acordó la formación de un nuevo Gobierno de Acuerdo Nacional dirigido por Fayez al-Sarraj y la creación del Consejo de Estado Superior, un órgano con calidad de consejero. El 25 de enero la Cámara votó la aceptación del plan de paz de la ONU. Sin embargo, no se pudo llegar a votar los miembros del Gobierno de Acuerdo Nacional, ya que los opositores al proyecto de paz decidieron dejar de acudir a las sesiones parlamentarias, de forma que éstas se posponían continuamente hasta alcanzar el quorum necesario. En este escenario, 100 de sus 176 miembros firmaron a título personal un documento respaldando el proyecto de paz y denunciando presiones internas para no votar.
Desde ese momento, el Gobierno de al-Thani en Al Baida dejó de ser reconocido por la comunidad internacional como el legítimo representante del pueblo libio. La Unión Europea ha expresado su apoyo al Gobierno de Acuerdo Nacional imponiendo sanciones a Aguilah Issa.